# ناتاشا المعاني
ناتاشا المعاني (1959-2023) هي فنانة تشكيلية أردنية الأصل، ولدت في العاصمة الأردنية عمان. هي ابنة الكاتبة زهرة عمر شركسية الأصل ووالدها من مدينة معان، بدأت الرسم وهي بالمرحلة الابتدائية. انضمت لصفوف الجبهة الديمقراطية الفلسطينية في السابعة عشر من عمرها. عاشت الاجتياح الإسرائيلي لبيروت عام 1982. توفيت في عمان فجر يوم الجمعة الموافق الثاني من حزيران لعام 2023.

## حياتها الشخصية
تزوجت من الشاعر الفلسطيني غسان زقطان وأنجبت منه ولدين: شادي ومكسيم، وعاشت معه في لبنان.

## حياتها المهنية
عملت في جريدة العودة التابعة للجبهة الديمقراطية ثم أصبحت مسؤولة عن إخراجها. ثم عملت بجريدة الحرية، وعملت مع المثقفين الفلسطينيين في نشر البيانات والمنشورات خلال اجتياح وحصار بيروت صيف 1982. بعد خروج المقاومة من بيروت انتقلت ناتاشا إلى دمشق ثم إلى تونس، حيث قامت بتصميم العديد من ملصقات الانتفاضة الأولى عبر الإعلام الموحد في تونس.
انتلقت بعدها إلى عمان لفترة قصيرة ثم إلى رام الله، حيث عملت في قطاع الإعلام الثقافي والسياسي عام 1997 وفي الإشراف والتصميم الفني لمتحف محمود درويش الذي افتتح عام 2012 في مدينة رام الله.

## معارضها الفنية
عرفت رسومات ولوحات ناتاشا بالإقبال على الحياة والحب والقتال والعناد واهتمامها بالوجه الأنثوي وطبيعة المرأة وعن الحزن والشتات والنبات والحروب. ومن معارضها:
- معرض مشترك مع الفنانة لطيفة يوسف عام 1991 في تونس.
- معرض مؤسسة المياه عام 2014 في باريس.
- معرض مدثرات عام 2022 في صالة "الفن والشاي" في جبل اللويبدة عمان.

## وصلات خارجية
- "ناتاشا المعاني: Natasha Al Maani". أرشيف ملصق فلسطين. مؤرشف من الأصل في 2023-06-03. اطلع عليه بتاريخ 2023-06-03.